# Takydromus haughtonianus
Takydromus haughtonianus (довгохвостка гоалпарська) — вид ящірок родини ящіркових (Lacertidae). Ендемік Індії.

## Поширення і екологія
Гоалпарські довгохвостки відомі за типовим зразком, зібраним в околицях Гоалпари в штаті Ассам у Північно-Східній Індії.